# Georg Friedrich Puchta
Georg Friedrich Puchta, född 31 augusti 1798 Kadolzburg, i dåvarande furstendömet Ansbach, död 8 januari 1846 i Berlin, var en tysk rättslärd, en av den historiska skolans främsta representanter.
Puchta, som var son till Wolfgang Heinrich Puchta, verkade först som extra ordinarie professor i Erlangen, sedan som ordinarie professor i München, Marburg, Leipzig och slutligen i Berlin, där han 1842 blev Friedrich Karl von Savignys efterträdare. 
Puchta är en av de mest betydande representanterna för den riktning inom rättsvetenskapen, vilken, förberedd av Gustav Hugo, bragt till sin höjdpunkt av von Savigny och vidare fullföljd av Puchta, fått namnet "den historiska skolan" - en riktning som huvudsakligen karakteriseras av att den söker rättens grund i det nationella rättsmedvetandet. 
Puchta utövade en mycket omfattande författarverksamhet. 